# Systema vegetabilium

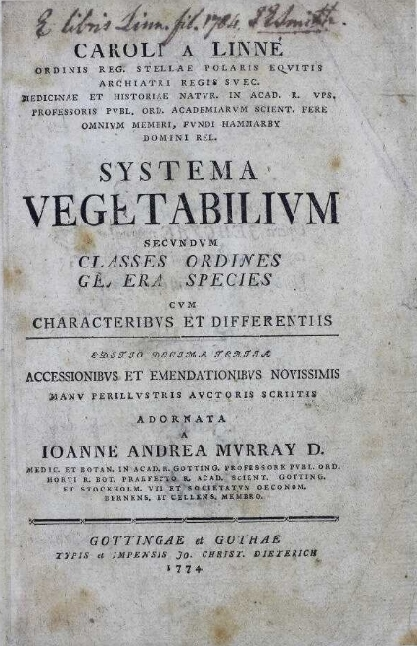
Page titre de Systema vegetabilium (1774).

Systema vegetabilium, (abrév. : Syst. Veg.), est un livre de descriptions botaniques écrit conjointement par Josef August Schultes (1773-1831), père du botaniste Julius H. Schultes (1804-1840), qui participa, avec Johann J. Roemer (1763-1819) et ses fils, à la réalisation de la septième édition du Systema vegetabilium. Ce livre a été édité en sept volumes dans les années 1817-1830 sous le nom suivant : Caroli a Linné ... Systema vegetabilium: secundum classes, ordines, genera, species. Cum characteribus differentiis et synonymis. Editio nova, speciebus inde ab editione XV. Detectis aucta et locupletata. Stuttgardtiae.

## Volumes
Selon IPNI :
- nº 1 : janvier-juin 1817 ;
- nº 2 : novembre 1817 ;
- nº 3 : juillet 1818 ;
- nº 4 : janvier-juin 1819 ;
- nº 5 : fin 1819 - début 1820 ; par J. A. Schultes
- nº 6 : août-décembre 1820 ; par J. A. Schultes
- nº 7 (1) : 1829 ; par J. A. & J. H. Schultes;
- nº 7 (2) : fin 1830